# 格奧爾基·李沃夫
格奥尔基·叶夫根耶维奇·李沃夫王公（俄語：Гео́ргий Евге́ньевич Львов，羅馬化：Georgiy Yevgenyevich L'vov，1861年11月2日—1925年3月7日），俄罗斯立宪民主党政治家、俄罗斯首位后帝国时代的总理（从1917年3月15日至7月21日），后由社会革命党人亚历山大·克伦斯基接任。
李沃夫学过法律。参加立宪民主党。1886—1893年曾在沙俄政府内政部中任职。1902—1905年任土拉省自治议会主席。为1904—1905年全俄地方自治议会代表大会和俄国第一届国家杜马的代表。第一次世界大战期间任全俄地方自治议会联合会的主席，也是全俄地方和城市自治会联合委员会的领导人之一。1917年3月，俄罗斯由于在一战中频频失利终于爆发二月革命，沙皇尼古拉二世退位，临时政府成立，李沃夫成为俄罗斯后帝国时代的首位总理。李沃夫任职到7月份，提出要对布尔什维克运动采取“坚决的”措施。十月革命后逃往法国，1918—1920年苏俄内战时期曾在巴黎主持召开反苏俄的政治会议。后在巴黎去世。

## 外部連結
- .  第12版. 1922.
- Lvov Days and memorials
- Aleksin Museum of Art and Regional Studies （页面存档备份，存于）
- Publishers of Lvov's biographies （页面存档备份，存于）